# Saint-François (Guadeloupe)
Saint-François (Guadeloupe-Kreolisch: Senfwanswà) ist eine Gemeinde mit 13.249 Einwohnern (Stand 1. Januar 2022) im französischen Überseedépartement Guadeloupe. Sie gehört zum Arrondissement Pointe-à-Pitre.
Die Gemeinde  hat sich als Fremdenverkehrsort einen Namen gemacht und befindet sich an der Südostspitze der Insel Grande-Terre in der Karibik. Von Saint-François aus gibt es Schiffsverbindungen zur Insel La Désirade.
Neben der touristischen Infrastruktur, die einen großen Hotelkomplex, eine Golfanlage und ein Kasino umfasst, enthält Saint-François große Landwirtschaftsflächen, die zumindest seit dem 18. Jahrhundert existieren und überwiegend zum Anbau von Baumwolle und Zuckerrohr genutzt wurden und werden.
| Jahr      | 1961  | 1967  | 1974  | 1982  | 1990  | 1999   | 2006   | 2012   |
| Einwohner | 6.254 | 5.789 | 5.593 | 6.972 | 7.987 | 10.659 | 13.424 | 14.797 |

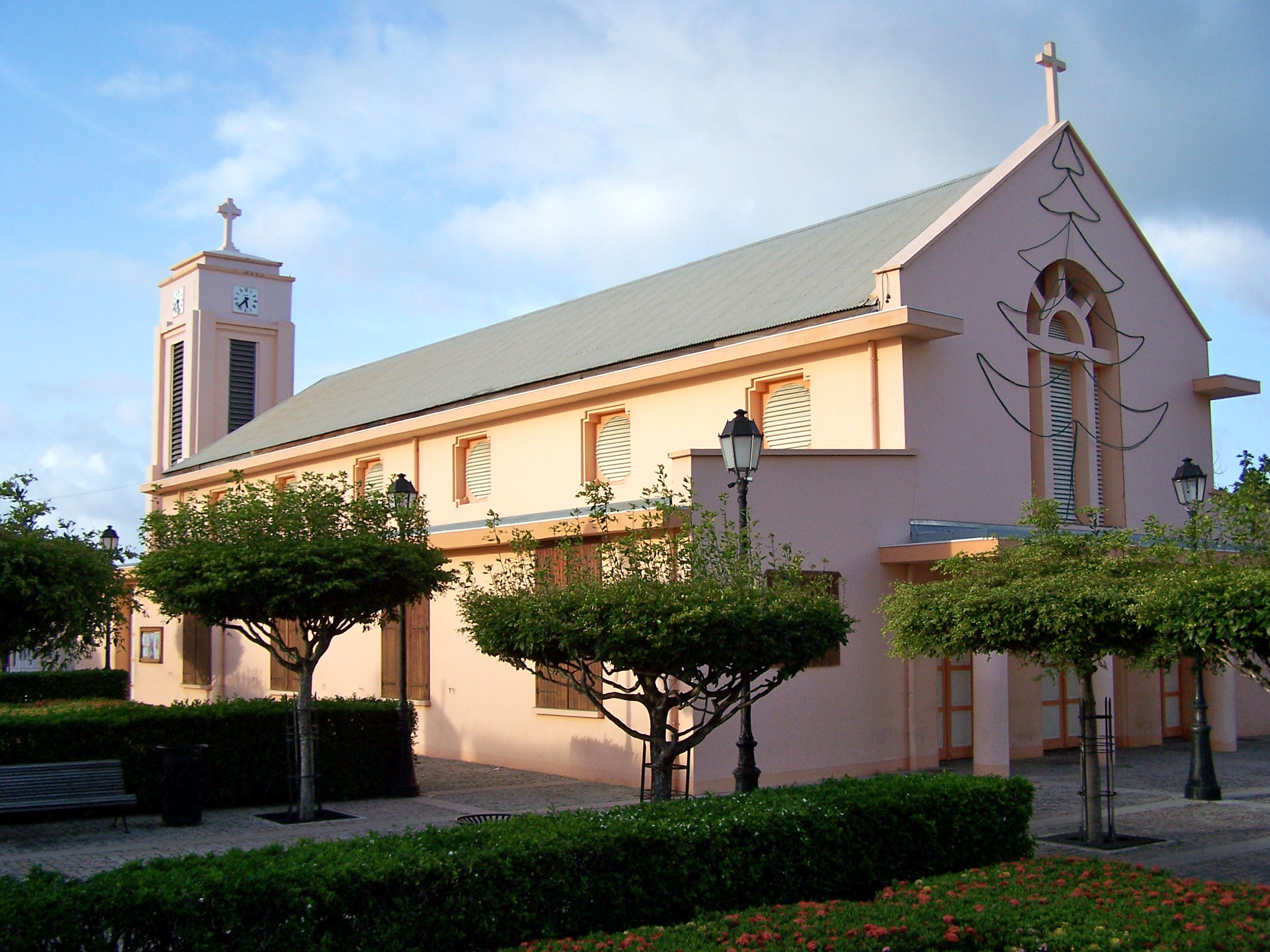
Kirche von Saint-François
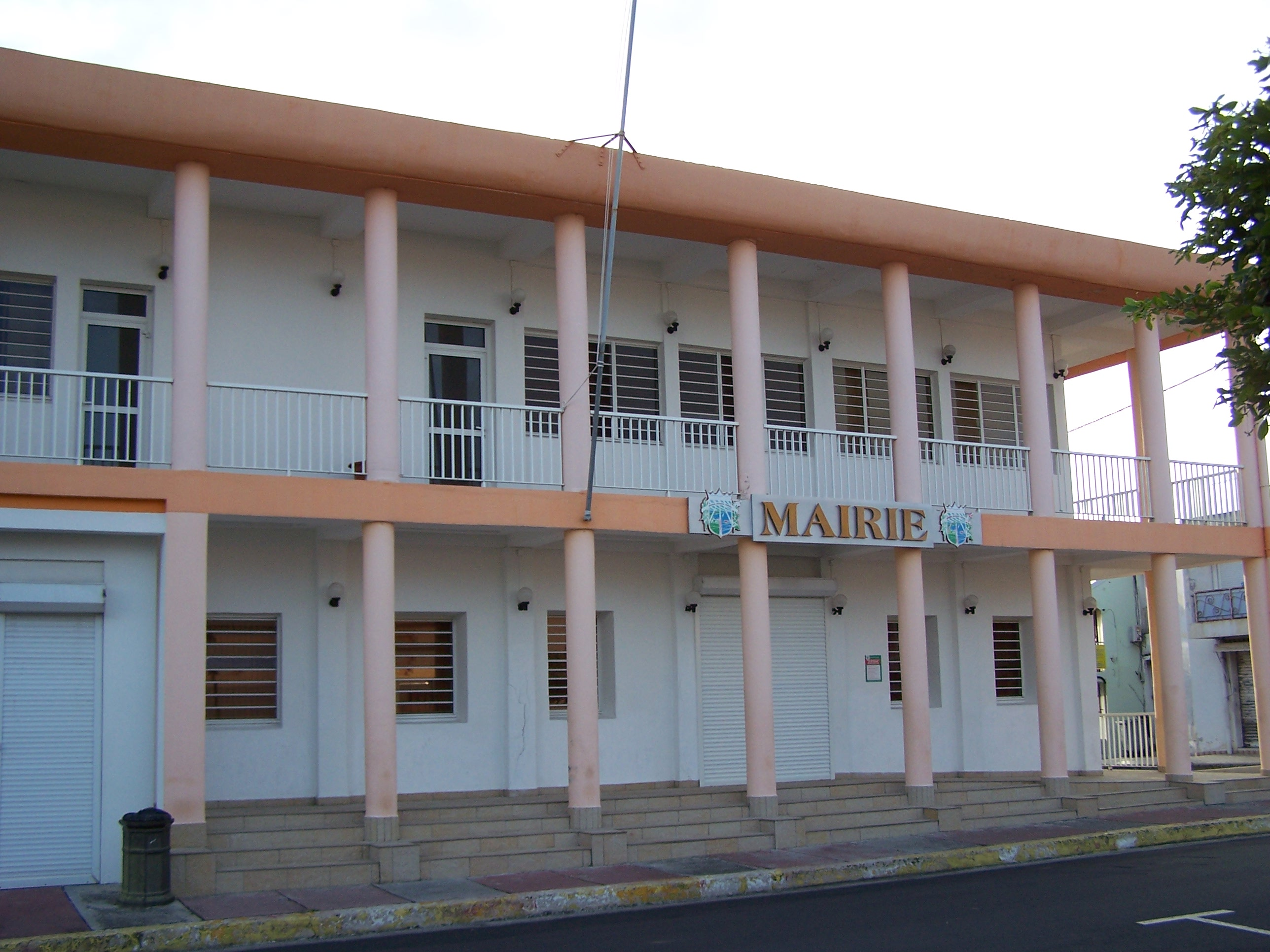
Mairie (Rathaus)
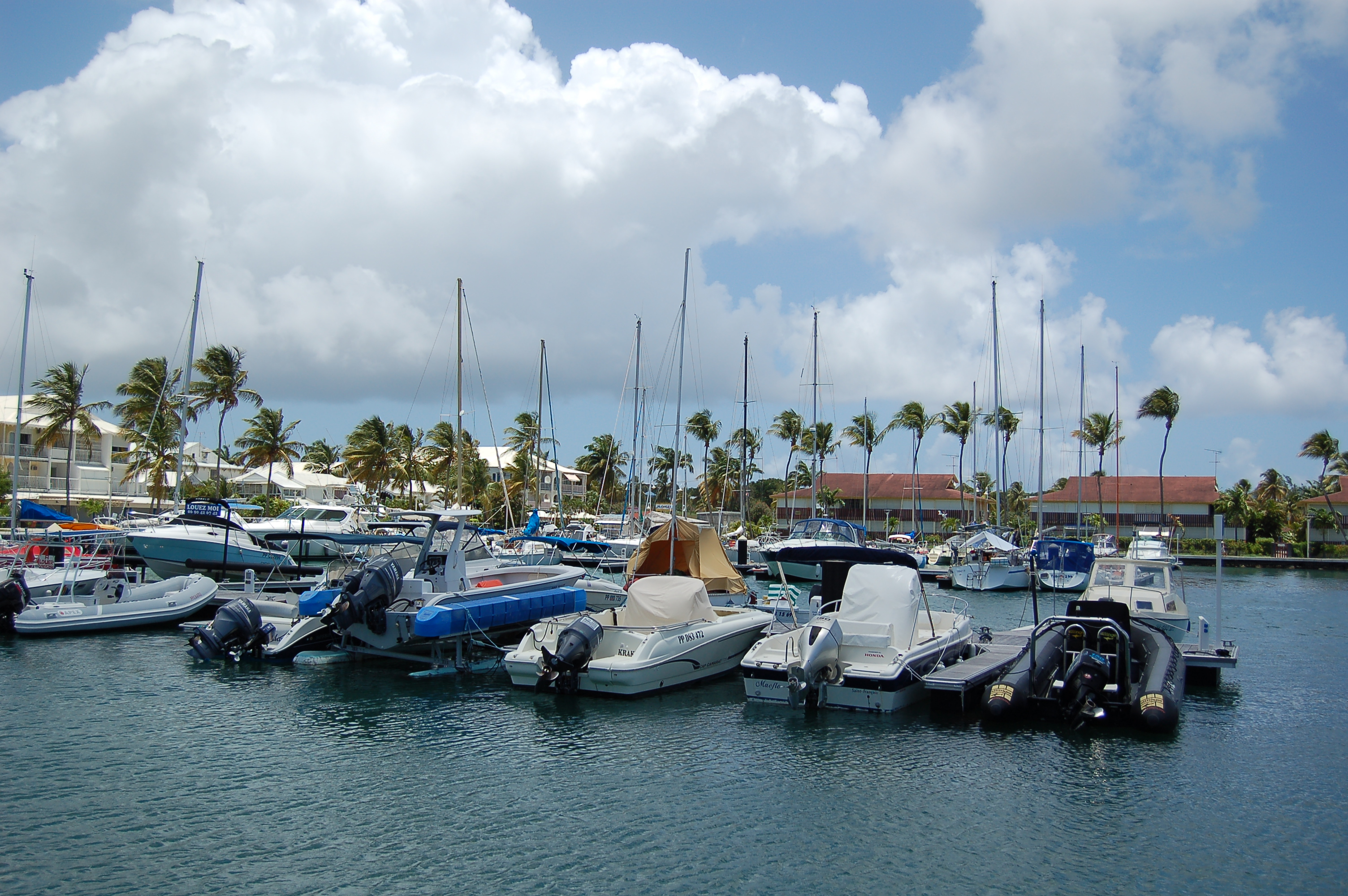
Marina von Saint-François

## Persönlichkeiten
- Vincent Campenon (1772–1843), Mitglied der Académie française